# ブロードハーストパーク
ブロードハーストパークは、イングランドのマンチェスターに位置するサッカー専用スタジアムである。マンチェスターを本拠地とし、カンファレンス・ノースリーグに所属するFCユナイテッド・オブ・マンチェスターのホームスタジアムである。同チームがプレミアリーグの名門マンチェスター・ユナイテッドFCから独立した3年後の2008年に開場した。
このスタジアムは、チームの関係者が資金を出し合って作ったので収容人数は4,100人程の小さなスタジアムで大会で使われることはほぼないが、リーグ戦ではユナイテッド・オブ・マンチェスターのホームとして機能している。